# 33기 KBS 바둑왕전
33기 KBS 바둑왕전은 한국방송공사의 TV 속기전이 참가한 국내 바둑 기전이다. 결승에서는 이동훈 四단이 박정환 九단을 2대 0로 꺾고 우승하며 생애 첫 타이틀을 획득했다. 이는 최연소 바둑왕 타이틀이다. 

## 대진표

### 승자조,패자조
| 홍기표 六단     | 박진솔 六단     | 박정환 九단 | 박정환 九단 | 박정환 九단 | 박정환 九단 | 박정환 九단 | 박정환 九단 | 이동훈 四단 2:0 |
| 박진솔 六단     | 박진솔 六단     | 박정환 九단 | 박정환 九단 | 박정환 九단 | 박정환 九단 | 박정환 九단 | 박정환 九단 | 이동훈 四단 2:0 |
| 박정환 九단     |                 | 박정환 九단 | 박정환 九단 | 박정환 九단 | 박정환 九단 | 박정환 九단 | 박정환 九단 | 이동훈 四단 2:0 |
| 민상연 三단     | 민상연 三단     | 조한승 九단 | 박정환 九단 | 박정환 九단 | 박정환 九단 | 박정환 九단 | 박정환 九단 | 이동훈 四단 2:0 |
| 이원영 四단     | 민상연 三단     | 조한승 九단 | 박정환 九단 | 박정환 九단 | 박정환 九단 | 박정환 九단 | 박정환 九단 | 이동훈 四단 2:0 |
| 이현준 初단     | 조한승 九단     | 조한승 九단 | 박정환 九단 | 박정환 九단 | 박정환 九단 | 박정환 九단 | 박정환 九단 | 이동훈 四단 2:0 |
| 조한승 九단     | 조한승 九단     | 조한승 九단 | 박정환 九단 | 박정환 九단 | 박정환 九단 | 박정환 九단 | 박정환 九단 | 이동훈 四단 2:0 |
| 신민준 初단     | 신민준 初단     | 김지석 九단 | 김정현 五단 | 박정환 九단 | 박정환 九단 | 박정환 九단 | 박정환 九단 | 이동훈 四단 2:0 |
| 이용찬 七단     | 신민준 初단     | 김지석 九단 | 김정현 五단 | 박정환 九단 | 박정환 九단 | 박정환 九단 | 박정환 九단 | 이동훈 四단 2:0 |
| 김지석 九단     |                 | 김지석 九단 | 김정현 五단 | 박정환 九단 | 박정환 九단 | 박정환 九단 | 박정환 九단 | 이동훈 四단 2:0 |
| 김명훈 初단     | 김명훈 初단     | 김정현 五단 | 김정현 五단 | 박정환 九단 | 박정환 九단 | 박정환 九단 | 박정환 九단 | 이동훈 四단 2:0 |
| 최기훈 四단     | 김명훈 初단     | 김정현 五단 | 김정현 五단 | 박정환 九단 | 박정환 九단 | 박정환 九단 | 박정환 九단 | 이동훈 四단 2:0 |
| 박경근 二단     | 김정현 四단     | 김정현 五단 | 김정현 五단 | 박정환 九단 | 박정환 九단 | 박정환 九단 | 박정환 九단 | 이동훈 四단 2:0 |
| 김정현 四단     | 김정현 四단     | 김정현 五단 | 김정현 五단 | 박정환 九단 | 박정환 九단 | 박정환 九단 | 박정환 九단 | 이동훈 四단 2:0 |
| 이동훈 二단     | 이동훈 二단     | 이동훈 二단 | 이동훈 二단 | 이동훈 二단 | 박정환 九단 | 박정환 九단 | 박정환 九단 | 이동훈 四단 2:0 |
| 류민형 四단     | 이동훈 二단     | 이동훈 二단 | 이동훈 二단 | 이동훈 二단 | 박정환 九단 | 박정환 九단 | 박정환 九단 | 이동훈 四단 2:0 |
| 최철한 九단     |                 | 이동훈 二단 | 이동훈 二단 | 이동훈 二단 | 박정환 九단 | 박정환 九단 | 박정환 九단 | 이동훈 四단 2:0 |
| 변상일 二단     | 김대용 五단     | 윤찬희 四단 | 이동훈 二단 | 이동훈 二단 | 박정환 九단 | 박정환 九단 | 박정환 九단 | 이동훈 四단 2:0 |
| 김대용 五단     | 김대용 五단     | 윤찬희 四단 | 이동훈 二단 | 이동훈 二단 | 박정환 九단 | 박정환 九단 | 박정환 九단 | 이동훈 四단 2:0 |
| 윤찬희 四단     | 윤찬희 四단     | 윤찬희 四단 | 이동훈 二단 | 이동훈 二단 | 박정환 九단 | 박정환 九단 | 박정환 九단 | 이동훈 四단 2:0 |
| 나현 三단       | 윤찬희 四단     | 윤찬희 四단 | 이동훈 二단 | 이동훈 二단 | 박정환 九단 | 박정환 九단 | 박정환 九단 | 이동훈 四단 2:0 |
| 김혜민 七단     | 이지현(男) 四단 | 이세돌 九단 | 이세돌 九단 | 이동훈 二단 | 박정환 九단 | 박정환 九단 | 박정환 九단 | 이동훈 四단 2:0 |
| 이지현(男) 四단 | 이지현(男) 四단 | 이세돌 九단 | 이세돌 九단 | 이동훈 二단 | 박정환 九단 | 박정환 九단 | 박정환 九단 | 이동훈 四단 2:0 |
| 이세돌 九단     |                 | 이세돌 九단 | 이세돌 九단 | 이동훈 二단 | 박정환 九단 | 박정환 九단 | 박정환 九단 | 이동훈 四단 2:0 |
| 김세동 五단     | 안성준 五단     | 안성준 五단 | 이세돌 九단 | 이동훈 二단 | 박정환 九단 | 박정환 九단 | 박정환 九단 | 이동훈 四단 2:0 |
| 안성준 五단     | 안성준 五단     | 안성준 五단 | 이세돌 九단 | 이동훈 二단 | 박정환 九단 | 박정환 九단 | 박정환 九단 | 이동훈 四단 2:0 |
| 이희성 九단     | 류수항 三단     | 안성준 五단 | 이세돌 九단 | 이동훈 二단 | 박정환 九단 | 박정환 九단 | 박정환 九단 | 이동훈 四단 2:0 |
| 류수항 三단     | 류수항 三단     | 안성준 五단 | 이세돌 九단 | 이동훈 二단 | 박정환 九단 | 박정환 九단 | 박정환 九단 | 이동훈 四단 2:0 |
| 패자 1회전      | 패자 1회전      | 패자 2회전  | 패자 3회전  | 패자 4회전  | 패자 준결승 | 패자 결승   |             | 이동훈 四단 2:0 |
| 박진솔 六단     | 류수항 三단     | 김지석 九단 | 윤찬희 四단 | 윤찬희 四단 | 윤찬희 四단 | 이동훈 四단 |             | 이동훈 四단 2:0 |
| 류수항 三단     | 류수항 三단     | 김지석 九단 | 윤찬희 四단 | 윤찬희 四단 | 윤찬희 四단 | 이동훈 四단 |             | 이동훈 四단 2:0 |
| 김지석 九단     |                 | 김지석 九단 | 윤찬희 四단 | 윤찬희 四단 | 윤찬희 四단 | 이동훈 四단 |             | 이동훈 四단 2:0 |
| 민상연 三단     | 민상연 三단     | 윤찬희 四단 | 윤찬희 四단 | 윤찬희 四단 | 윤찬희 四단 | 이동훈 四단 |             | 이동훈 四단 2:0 |
| 이지현(男) 四단 | 민상연 三단     | 윤찬희 四단 | 윤찬희 四단 | 윤찬희 四단 | 윤찬희 四단 | 이동훈 四단 |             | 이동훈 四단 2:0 |
| 윤찬희 四단     |                 | 윤찬희 四단 | 윤찬희 四단 | 윤찬희 四단 | 윤찬희 四단 | 이동훈 四단 |             | 이동훈 四단 2:0 |
| 김정현 五단     |                 |             |             | 윤찬희 四단 | 윤찬희 四단 | 이동훈 四단 |             | 이동훈 四단 2:0 |
| 신민준 初단     | 김대용 五단     | 안성준 五단 | 안성준 五단 | 안성준 五단 | 윤찬희 四단 | 이동훈 四단 |             | 이동훈 四단 2:0 |
| 김대용 五단     | 김대용 五단     | 안성준 五단 | 안성준 五단 | 안성준 五단 | 윤찬희 四단 | 이동훈 四단 |             | 이동훈 四단 2:0 |
| 안성준 五단     |                 | 안성준 五단 | 안성준 五단 | 안성준 五단 | 윤찬희 四단 | 이동훈 四단 |             | 이동훈 四단 2:0 |
| 김명훈 初단     | 최철한 九단     | 최철한 九단 | 안성준 五단 | 안성준 五단 | 윤찬희 四단 | 이동훈 四단 |             | 이동훈 四단 2:0 |
| 최철한 九단     | 최철한 九단     | 최철한 九단 | 안성준 五단 | 안성준 五단 | 윤찬희 四단 | 이동훈 四단 |             | 이동훈 四단 2:0 |
| 조한승 九단     |                 | 최철한 九단 | 안성준 五단 | 안성준 五단 | 윤찬희 四단 | 이동훈 四단 |             | 이동훈 四단 2:0 |
| 이세돌 九단     |                 |             |             | 안성준 五단 | 윤찬희 四단 | 이동훈 四단 |             | 이동훈 四단 2:0 |
| 이동훈 四단     |                 |             |             |             |             | 이동훈 四단 |             | 이동훈 四단 2:0 |

## 대국 결과
| 대진        | 연도   | 대국일자  | 승자            | 패자            | 결과             | 기보 |
| ----------- | ------ | --------- | --------------- | --------------- | ---------------- | ---- |
| 승자 1회전  | 2014년 | 2월 17일  | 김명훈 初단     | 최기훈 四단     | 227수 백 반집승  |      |
| 승자 1회전  | 2014년 | 2월 17일  | 윤찬희 四단     | 나현 三단       | 156수 백 불계승  |      |
| 승자 1회전  | 2014년 | 3월 3일   | 조한승 九단     | 이현준 初단     | 254수 백 불계승  |      |
| 승자 1회전  | 2014년 | 3월 3일   | 신민준 初단     | 이용찬 七단     | 128수 백 불계승  |      |
| 승자 1회전  | 2014년 | 3월 31일  | 김대용 五단     | 변상일 二단     | 199수 흑 불계승  |      |
| 승자 1회전  | 2014년 | 3월 31일  | 이동훈 二단     | 류민형 四단     | 306수 백 1집반승 |      |
| 승자 1회전  | 2014년 | 4월 7일   | 박진솔 六단     | 홍기표 六단     | 96수 백 불계승   |      |
| 승자 1회전  | 2014년 | 4월 7일   | 김정현 四단     | 박경근 二단     | 299수 흑 7집반승 |      |
| 승자 1회전  | 2014년 | 4월 28일  | 류수항 三단     | 이희성 九단     | 203수 흑 불계승  |      |
| 승자 1회전  | 2014년 | 6월 2일   | 안성준 五단     | 김세동 五단     | 194수 백 불계승  |      |
| 승자 1회전  | 2014년 | 6월 2일   | 민상연 三단     | 이원영 四단     | 172수 백 불계승  |      |
| 승자 1회전  | 2014년 | 6월 16일  | 이지현(男) 四단 | 김혜민 七단     | 173수 흑 불계승  |      |
| 승자 2회전  | 2014년 | 4월 28일  | 박정환 九단     | 박진솔 六단     | 120수 백 불계승  |      |
| 승자 2회전  | 2014년 | 6월 16일  | 안성준 五단     | 류수항 三단     | 210수 백 불계승  |      |
| 승자 2회전  | 2014년 | 6월 30일  | 이동훈 二단     | 최철한 九단     | 187수 흑 불계승  |      |
| 승자 2회전  | 2014년 | 6월 30일  | 김지석 九단     | 신민준 初단     | 162수 백 불계승  |      |
| 승자 2회전  | 2014년 | 7월 1일   | 이지현(男) 四단 | 이세돌 九단     | 203수 흑 불계승  |      |
| 승자 2회전  | 2014년 | 7월 1일   | 김정현 五단     | 김명훈 初단     | 179수 흑 불계승  |      |
| 승자 2회전  | 2014년 | 7월 15일  | 윤찬희 四단     | 김대용 五단     | 338수 백 1집반승 |      |
| 승자 2회전  | 2014년 | 9월 22일  | 조한승 九단     | 민상연 三단     | 82수 백 불계승   |      |
| 패자 1회전  | 2014년 | 7월 15일  | 류수항 三단     | 박진솔 六단     | 257수 흑 불계승  |      |
| 패자 1회전  | 2014년 | 9월 22일  | 김대용 五단     | 신민준 初단     | 168수 백 불계승  |      |
| 패자 1회전  | 2014년 | 10월 6일  | 민상연 三단     | 이지현(男) 四단 | 288수 백 불계승  |      |
| 패자 1회전  | 2014년 | 10월 21일 | 최철한 九단     | 김명훈 初단     | 220수 백 불계승  |      |
| 승자 3회전  | 2014년 | 10월 6일  | 이동훈 二단     | 윤찬희 四단     | 274수 백 1집반승 |      |
| 승자 3회전  | 2014년 | 11월 3일  | 박정환 九단     | 조한승 九단     | 266수 백 불계승  |      |
| 승자 3회전  | 2014년 | 11월 3일  | 이세돌 九단     | 안성준 五단     | 148수 백 불계승  |      |
| 승자 3회전  | 2014년 | 12월 1일  | 김정현 五단     | 김지석 九단     | 332수 흑 반집승  |      |
| 패자 2회전  | 2014년 | 10월 21일 | 윤찬희 四단     | 민상연 三단     | 203수 흑 불계승  |      |
| 패자 2회전  | 2014년 | 11월 17일 | 안성준 五단     | 김대용 五단     | 123수 흑 불계승  |      |
| 패자 2회전  | 2014년 | 12월 1일  | 최철한 九단     | 조한승 九단     | 109수 흑 불계승  |      |
| 패자 2회전  | 2014년 | 12월 15일 | 김지석 九단     | 류수항 三단     | 138수 백 불계승  |      |
| 패자 3회전  | 2014년 | 12월 15일 | 안성준 五단     | 최철한 九단     | 255수 흑 불계승  |      |
| 패자 3회전  | 2014년 | 12월 22일 | 윤찬희 五단     | 김지석 九단     | 266수 백 불계승  |      |
| 승자 준결승 | 2014년 | 11월 17일 | 이동훈 三단     | 이세돌 九단     | 273수 흑 불계승  |      |
| 승자 준결승 | 2014년 | 11월 22일 | 박정환 九단     | 김정현 五단     | 275수 흑 4집반승 |      |
| 패자 4회전  | 2015년 | 1월 16일  | 안성준 五단     | 이세돌 九단     |                  |      |
| 패자 4회전  | 2015년 | 1월 16일  | 윤찬희 四단     | 김정현 五단     | 172수 백 불계승  |      |
| 패자 준결승 | 2015년 | 1월 16일  | 윤찬희 四단     | 안성준 五단     | 196수 백 불계승  |      |
| 승자 결승   | 2015년 | 1월 19일  | 박정환 九단     | 이동훈 四단     | 200수 백 불계승  |      |
| 패자 결승   | 2015년 | 2월 2일   | 이동훈 四단     | 윤찬희 四단     | 300수 흑 반집승  |      |
| 결승 1국    | 2015년 | 2월 6일   | 이동훈 四단     | 박정환 九단     | 184수 백 불계승  |      |
| 결승 2국    | 2015년 | 2월 23일  | 이동훈 四단     | 박정환 九단     | 187수 흑 불계승  |      |
| 결승 3국    | 2015년 | 2월 23일  |                 |                 |                  |      |

## TV 중계
- 박정상 九단의 해설로 최유진 아마5단이 진행하였다. 이 중 4월 중순에 <세월호 침몰 사고>의 참사로 애도 분위기 조성으로 2주 연기되어 대국일정이 변경되었다. 결승 2국(최종국) 끝난 후 시상식에는 장웅 아나운서가 진행했으나 우승자 준우승자만 인터뷰를 하였다.